# پروین اردلان

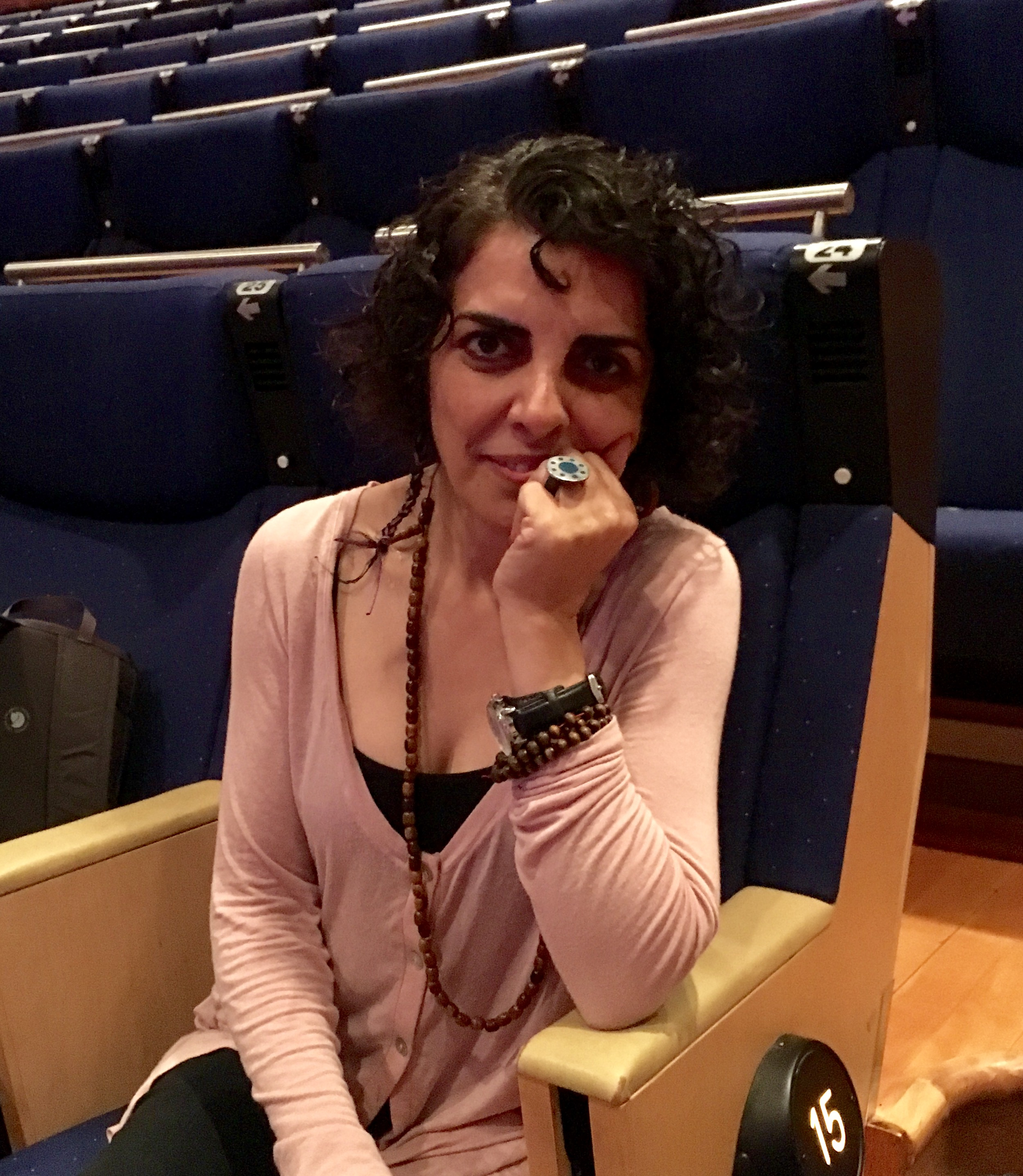
پروین اردلان در نمایشگاه کتاب گوتنبرگ ۲۰۱۶

پروین اردلان (۱۳۴۵–) روزنامه‌نگار، پژوهشگر و از فعالان جنبش زنان در ایران است.
او یکی از بنیان‌گذاران سازمان مردم‌نهاد مرکز فرهنگی زنان و از اعضای اولیه کمپین یک میلیون امضا برای تغییر قوانین تبعیض‌آمیز است.
وی هم‌چنین از سردبیران سایت تغییر برای برابری است.

## زندگی حرفه‌ای
اردلان در سال ۱۳۷۲ کارشناسی ارتباطات اجتماعی خود را از دانشگاه علامه طباطبایی گرفت و بعدها کارشناسی ارشد خود را در رشته مطالعات زنان در همین دانشگاه ادامه داد.
پروین اردلان از ۲۱ سالگی به فعالیت‌های مطبوعاتی مشغول بوده است. او تا سال ۱۳۷۵ با مجلهٔ آدینه در زمینهٔ گزارش‌ها و مقاله‌های ادبی، اجتماعی، زیست‌محیطی و مسایل زنان همکاری می‌کرد و در سال‌های ۱۳۷۳-۷۵ معاونت نشریهٔ ادبی چاووش و شهر سالم را بر عهده داشت. همچنین با چند روزنامهٔ صبح نیز همکاری می‌کرد. از سال ۱۳۷۳ به همکاری با ماهنامه زنان پرداخت و گزارش‌های مهمی دربارهٔ زنان فالگیر، زنان گدا، زنان کتک‌خورده، سازمان‌های دانشجویی زنان، و نشریات زنان که در حال انتشار هستند تهیه کرد. گزارش‌های او در ماهنامه زنان او را به عنوان پژوهشگری با نگاه عمیق به مشکلات همنوعانش معرفی کرد. او همچنین در فصلنامهٔ جنس دوم و برخی نشریات سوئدی مقاله دارد. اردلان علاوه بر همکاری با نشریات کاغذی، سردبیر نشریهٔ اینترنتی تریبون فمینیستی ایران، عضو تحریریهٔ مجلهٔ اینترنتی زنستان، وبگاه‌های تعطیل شدهٔ مرکز فرهنگی زنان و سایت تغییر برای برابری بود.
در سال ۱۳۸۶، پروین اردلان به علت ممنوع‌الخروج بودن نتوانست شخصاً جایزه اولاف پالمه خود را دریافت کند. او در یک سخنرانی ضبط شده جایزهٔ خود را به زنان ایرانی اهدا کرد. در این مراسم به جای پروین اردلان خواهرش این جایزه را دریافت کرد.
او در این مراسم گفت: «امروز جهان صدای فریاد ما را برای عدالت شنیده است.»
خانم اردلان پس از انتخابات ریاست جمهوری در خردادماه ۱۳۸۸ ایران را ترک کرد و اکنون در شهر مالموی سوئد اقامت دارد.  او یکی از اعضای شبکه‌ی فمینیست‌ها برای ژینا‌ست که در مهر ۱۴۰۱ در پی خیزش سراسری زن زندگی آزادی توسط عده‌ای از فعالان فمینیست ایرانی ایجاد شد. 

## جایزه‌ها
- ۱۳۷۸- برگزیدهٔ ششمین جشنواره مطبوعات ایران به عنوان بهترین گزارشگر تحقیقی[۱].
- ۲۰۰۷ میلادی - بنیاد اولاف پالمه جایزهٔ سال ۲۰۰۷ خود رابه پروین اردلان اهدا کرد. دلیل تعلق جایزه به اردلان، تلاش ِ موفق او در تبدیل خواست برابری حقوقی ِ زنان و مردان به یکی از وجوه اصلی مبارزه برای دموکراسی در ایران ذکر شده‌است.
در بخشی از این بیانیه آمده‌است:

«پروین اردلان با وجود تهدید، آزار و پیگرد، با پشتکار و سماجت به مبارزه برای دستیابی به آرمان‌هایش ادامه داده‌است. او و سایر زنان فعال جنبش، با اتخاذ شیوه‌هایی مبتکرانه، موجب افزایش حمایت از خواست برابری حقوقی شده‌اند. کمپین جاریِ یک میلیون امضا برای تغییر قوانین تبعیض‌آمیز، یکی از این نمونه‌های موفق است.»
- ۲۰۱۰ میلادی - سازمان گزارشگران بدون مرز جایزهٔ «شهروند اینترنتی» خود را به سایت تغییر برای برابری اهدا کرد و پروین اردلان از سردبیران سایت تغییر برای برابری، آن را دریافت کرد.[۳]